# Myslůvka (potok)
Myslůvka je pravostranný přítok Moravské Dyje v okrese Jihlava v Kraji Vysočina. Délka toku činí 16,2 km. Plocha povodí měří 65,9 km².

## Průběh toku
Potok pramení zhruba 1,5 kilometru východně od Javořice v Kraji Vysočina v nadmořské výšce okolo 660 m. Jeho tok směřuje po celé své délce převážně jihovýchodním směrem. Protéká Mrákotínem, Horní Myslovou, Kostelní Myslovou a Myslůvkou. Na své pouti napájí mnoho rybníků, z nichž větší jsou Horní Mrzatec, Dolní Mrzatec a Hamerský rybník. Na potoce bylo v minulosti v provozu 5 mlýnů. S Moravskou Dyjí se Myslůvka spojuje ve vodách Černíčského rybníka v nadmořské výšce 473 m.

### Větší přítoky
- levé – Částkovický potok
- pravé – Světelský potok, Praskoleský potok, Strouha

## Vodní režim
Průměrný průtok u ústí činí 0,41 m³/s. Stoletá voda zde dosahuje 32,6 m³/s.